# Agriacris magnifica
Agriacris magnifica är en insektsart som beskrevs av Morgan Hebard 1924. Agriacris magnifica ingår i släktet Agriacris och familjen Romaleidae. Inga underarter finns listade i Catalogue of Life.